# Ругобе (филм)
Ругобе (енгл. Uglies) амерички је научнофантастични филм из 2024. у режији Макџија. Темељи се на истоименом роману Скота Вестерфилда из 2005. Главне улоге тумаче Џои Кинг, Кит Пауерс, Чејс Стоукс, Бријан Тју и Лаверн Кокс. Радња се усредсређује око будућег постапокалиптично-дистопијског друштва у коме се људи сматрају „ругобама” све док не постану „лепотани” након обимних естетских операција у доби од 16 година.

## Радња
У футуристичкој дистопији с наметнутим стандардима лепоте тинејџерка коју чека обавезна козметичка операција крене у потрагу за несталом пријатељицом.

## Улоге
| Глумац              | Улога         |
| ------------------- | ------------- |
| Џои Кинг            | Тали Јангблад |
| Бријан Тју          | Шеј           |
| Кит Пауерс          | Дејвид        |
| Чејс Стоукс         | Перис         |
| Лаверн Кокс         | др Кејбл      |
| Шарми Ли            | Меди          |
| Џеј Девон Џонсон    | Аз            |
| Јан Луис Кастељанос | Крој          |